# 城巴99線
城巴99線是由城巴營運的一條香港島日間線，來往海怡半島及筲箕灣。本線介乎炮台山以東至筲箕灣無論是走線或停站均與城巴77線完全一致，因此城巴調整兩線的班次以達致英皇道流水線實現聯合班次，惟實際上有時兩線會一同埋站。（此情況會於繁忙時段較常出現）
本線另設特快輔助線99X線，由海怡半島（不經利東）／鴨脷洲大街（經利東）單向往西灣河（太康街），途經東區走廊，只於星期一至五（公眾假期除外）分別開出各兩班。

## 歷史及簡介
99線於1994年11月28日投入服務，當時由中華巴士（中巴）營辦，來往海怡半島及北角碼頭，是第七條往返南區至東區的巴士線。由於海怡半島設有592線來往銅鑼灣，因此本線往北角方向行走禮頓道及邊寧頓街，回程則行走怡和街及軒尼詩道，以輔助該線。
雖一開辦便客量處於高水平，但當年本線只行走平日繁忙時間，因此不少海怡半島居民經常投訴99線服務差劣，所以運輸署在1995年9月1日中的第二次削減中巴路線予城巴的時候，99線亦在削減之列，由開辦至被削予另一巴士公司間，只有10個月時間，成為中巴的新路線之中最快被削予另一巴士公司的路線。
城巴接辦以後，路線延長至西灣河碼頭並改為平日早上至黃昏時間行走，亦提升至全空調服務，後因應居民需求，從1995年11月5日開始，假日亦提供早上至黃昏服務。但為方便更多乘客，於1996年2月起往西灣河方向改經軒尼詩道及怡和街，而後為配合耀東邨及興東邨入伙，又於1996年4月9日起改經耀興道，但繞經的方式卻是由筲箕灣道經新成街上耀東邨，然後由興東邨下山返回西灣河，但結果被居民投訴過份繞路，及因筲箕灣區議員及居民爭取，於1997年4月14日將總站由西灣河碼頭遷往筲箕灣，來回程並改由西灣河上興東及耀東，然後下山返回筲箕灣巴士總站。之後，為避免與592線服務重覆，加上銅鑼灣市中心的擠塞問題（怡和街一帶），本線後來來回程直接改經堅拿道天橋及維園道，不再經銅鑼灣市中心，令海怡半島居民有更直接服務往來東區。
此路線設有西灣河站往筲箕灣的單向分段收費（$3），比專線小巴50M線還便宜，因此有耀東邨及興東邨居民乘搭本線來往西灣河及筲箕灣。本線和77線是從西灣河去筲箕灣最便宜的巴士路線，比港鐵便宜$1.7（港鐵$4.7）。
- 1994年11月28日：本線投入服務。
- 1995年9月1日：本線改由城巴經營。
- 1995年11月5日：本線假日亦提供早上至黃昏服務。
- 1996年2月：本線往西灣河方向改經軒尼詩道及怡和街。
- 1996年4月9日：本線改經耀興道。
- 1997年4月14日：本線總站由西灣河碼頭遷往筲箕灣。
- 1999年4月25日：本線來回程直接改經堅拿道天橋及維園道。
- 2006年2月11日：為配合新巴2M線取消，本線增設由筲箕灣往太安街的八達通短程分段收費（$3），並增設與2M線相同的八達通轉乘優惠。
- 2011年8月14日：本線分別提早假日由海怡半島及筲箕灣開出的頭班車至07:30及08:30[1]。
- 2012年8月20日：增設早上繁忙時間特快班次99X，改經東區走廊，不經利東邨、永興街及炮台山一段英皇道，以西灣河（太康街）作終站。
- 2014年1月13日：早上繁忙時間特快班次99X增設一班07:45由鴨脷洲大街開出之班次，途經利東邨，不停香港仔隧道收費廣場分站、不經永興街及炮台山一段英皇道，以西灣河（太康街）作終站。同日起原有07:50由海怡半島開出之班次亦同時不停香港仔隧道收費廣場分站。
- 2015年8月17日：早上繁忙時間特快班次99X額外增加兩班車，由海怡半島開出（不經利東邨）及鴨脷洲大街開出（途經利東邨）新增的班次分別由08:00及07:55開出。
- 2018年4月30日：增設實時抵站時間查詢服務。
- 2023年1月8日：因應96線取消，99線往筲箕灣方向改經堅拿道西、告士打道及高士威道前往英皇道，不經維園道及永興街，增設海怡半島往維多利亞公園的短途分段收費。[2]

## 服務時間及班次
99
| 海怡半島開       | 海怡半島開  | 海怡半島開   | 筲箕灣開         | 筲箕灣開    | 筲箕灣開     |
| 日期             | 服務時間    | 班次（分鐘） | 日期             | 服務時間    | 班次（分鐘） |
| ---------------- | ----------- | ------------ | ---------------- | ----------- | ------------ |
| 星期一至五       | 05:40-06:40 | 20           | 星期一至五       | 05:30-16:00 | 15-20        |
| 星期一至五       | 06:40-18:27 | 15-20        | 星期一至五       | 16:00-18:30 | 12-15        |
| 星期一至五       | 18:27-00:00 | 20-25        | 星期一至五       | 18:30-00:00 | 15-20        |
| 星期六           | 05:40-09:06 | 20-23        | 星期六           | 05:30-09:20 | 20-25        |
| 星期六           | 09:06-17:22 | 15-20        | 星期六           | 09:20-15:25 | 15-20        |
| 星期六           | 17:22-00:00 | 20-25        | 星期六           | 15:25-18:40 | 12-15        |
|                  |             |              | 星期六           | 18:40-00:00 | 15-20        |
| 星期日及公眾假期 | 05:40-09:10 | 20-25        | 星期日及公眾假期 | 05:30-13:50 | 20-25        |
| 星期日及公眾假期 | 09:10-17:47 | 15-20        | 星期日及公眾假期 | 13:50-18:37 | 12-17        |
| 星期日及公眾假期 | 17:47-00:00 | 20-25        | 星期日及公眾假期 | 18:37-20:57 | 15-20        |
|                  |             |              | 星期日及公眾假期 | 20:57-00:00 | 20-23        |

99X
- 星期一至五：
  - 鴨脷洲大街開（經利東）：07:45、07:55
  - 海怡半島開（不經利東）：07:50、08:00

星期六、日及公眾假期不設服務

## 收費
| 路線 | 全程收費 | 分段收費 |
| ---- | -------- | --- |
| 99   | $9.0     | - 海怡半島往維多利亞公園或之前：$6.1 - 堅拿道西往筲箕灣：$5.2 - 模範邨往筲箕灣：$4.0 - 西灣河站往筲箕灣：$3.1 - 筲箕灣往太祥街或之前：$3.9 - 琴行街往海怡半島：$8.1 - 清風街天橋往海怡半島：$6.9 - 景隆街往海怡半島：$6.1 - 過香港仔隧道後往海怡半島：$3.9 |
| 99X  | $9.0     | - 北角消防局往西灣河（太康街）：$4 |

| - 本線設有12歲以下小童及65歲或以上長者半價優惠。 - 65歲或以上香港居民使用「樂悠咭」，以及12歲以下合資格殘疾兒童使用「殘疾人士身份」個人八達通繳付車資，均可享有每程$2.0或半價（以較低者為準）的票價優惠；12至64歲合資格殘疾人士使用「殘疾人士身份」個人八達通（包括「樂悠咭」），以及60至64歲香港居民使用「樂悠咭」繳付車資，均可享有每程$2.0或全費（以較低者為準）的票價優惠。 - 65歲或以上長者如使用長者或一般個人八達通繳付車資，則只可享有半價優惠；12至64歲合資格殘疾人士如不使用「殘疾人士身份」個人八達通，以及60至64歲人士如不使用「樂悠咭」繳付車資，必須繳付全費。 - 乘客可以現金或八達通於上車時付款，不設找續。 - 每位成人乘客可免費攜帶最多兩名4歲以下而不佔座位的兒童乘客乘車，超額之4歲以下小童必須繳付小童車費乘車。 - 九龍巴士、城巴及龍運巴士全職員工及家屬（不包括外判職員）可免費乘搭本路線，惟必須拍職員或職員家屬八達通。 - 乘客亦可使用AlipayHK「易乘碼」、支付寶、WeChatHK／微信支付「搭車碼」、銀聯雲閃付「乘車碼」及BOC Pay「乘車碼」、具有感應式支付功能的VISA、Mastercard及銀聯卡，以及Apple Pay、Google Pay及Samsung Pay流動支付平台繳付車資。使用此支付方式的乘客可享有中途下車之分段收費，以及與其他城巴獨營路線或聯營線城巴班次之轉乘優惠，惟不適用於與非城巴路線之轉乘優惠。乘客亦不能享有「公共交通費用補貼計劃」及「長者及合資格殘疾人士公共交通票價優惠計劃」。 - 帶粗體字者為雙向分段收費，乘客必須使用八達通或指定交通二維碼繳費，並於下車前再次確認八達通或掃瞄二維碼，方可享有分段收費優惠。 |

### 八達通轉乘優惠
乘客登上本線後指定時間內以同一張八達通卡轉乘以下路線，或從以下路線登車後指定時間內以同一張八達通卡轉乘本線，次程可獲車資折扣優惠：
99往海怡半島 → 70往香港仔、72往華貴邨或77往田灣邨，次程車資全免，轉乘時限為90分鐘，須於過香港仔隧道後轉乘
99←→東區路線
- 99往海怡半島 → 2X往會展站，次程可獲$3.2折扣優惠，轉乘時限為90分鐘，優惠祇適用於在太安街或之前下車的路線99的乘客，並必須於下車前再次確認八達通卡，方可享有此優惠
- 2X往筲箕灣 → 99往筲箕灣，次程車資全免，轉乘時限為90分鐘，必須於西灣河站轉乘
- 99往筲箕灣 → 81往興華邨、82往藍灣半島、682(A/B/P)往柴灣或694往小西灣邨，次程可獲$2.6折扣優惠，轉乘時限為45分鐘，優惠祇適用於在太安街或之後登上路線99的乘客
- 99往海怡半島  → 81往興華邨、82往藍灣半島、682(A/B/P)往柴灣或694往小西灣，次程可獲$3.2折扣優惠，轉乘時限為45分鐘，優惠祇適用於在太安街或之前下車的路線99的乘客，並必須於下車前再次確認八達通卡，方可享有此優惠
- 81往勵德邨或82往北角碼頭 → 99往筲箕灣，次程可獲$2.6折扣優惠，轉乘時限為90分鐘
- 81往勵德邨或82往北角碼頭 → 99往海怡半島，次程可獲$3.2折扣優惠，轉乘時限為90分鐘，優惠祇適用於在太安街或之前下車的路線99的乘客，並必須於下車前再次確認八達通卡，方可享有此優惠
- 99往筲箕灣 → 85往藍灣半島，次程可獲$2.6折扣優惠，轉乘時限為45分鐘，優惠祇適用於在太安街或之後登上路線99的乘客
- 99往海怡半島 → 85往藍灣半島，次程可獲$2.9折扣優惠，轉乘時限為45分鐘，優惠祇適用於在太安街或之前下車的路線99的乘客，並必須於下車前再次確認八達通卡，方可享有此優惠
- 85往寶馬山 → 99往筲箕灣，次程可獲$2.3折扣優惠，轉乘時限為90分鐘
- 85往寶馬山 → 99往海怡半島，次程可獲$2.9折扣優惠，轉乘時限為90分鐘，優惠祇適用於在太安街或之前下車的路線99的乘客，並必須於下車前再次確認八達通卡，方可享有此優惠
- 720往嘉亨灣 → 99往筲箕灣，次程車資全免，轉乘時限為90分鐘，必須於西灣河站轉乘

99←→A12
- 99往海怡半島 → A12往機場，回贈首程車資，轉乘時限為60分鐘
- A12往藍灣半島 → 99往筲箕灣，次程車資全免，轉乘時限為120分鐘

## 使用車輛
現時行駛於99線的巴士多為亞歷山大丹尼士Enviro 500（81XX-84XX、91XX）及富豪B9TL 11.3米(95XX)。

## 行車路線
99
海怡半島開經：怡南路、海怡路、鴨脷洲橋道、鴨脷洲徑、利東邨道、鴨脷洲徑、鴨脷洲橋道、黃竹坑道、香港仔隧道、黃泥涌道、摩理臣山道、禮頓道、堅拿道西、堅拿道天橋、告士打道、維園道、銅鑼灣行車天橋、告士打道、高士威道、英皇道、筲箕灣道、太康街、鯉景道、太安街、成安街、耀興道、耀東邨巴士總站、耀興道、南康街、筲箕灣道、愛秩序街及南安街。
筲箕灣開經：未命名道路、南安里、筲箕灣道、新成街、耀興道、惠亨街、太樂街、太康街、鯉景道、太安街、筲箕灣道、英皇道、康山道、英皇道、清風街天橋、維園道、告士打道、堅拿道天橋、黃泥涌峽天橋、香港仔隧道、黃竹坑道、鴨脷洲橋道、鴨脷洲徑、利東邨道、鴨脷洲徑、鴨脷洲橋道、怡南路、海怡路及怡南路。
99X
經：怡南路、海怡路、利枝道、鴨脷洲橋道、鴨脷洲徑、利東邨道、鴨脷洲徑、鴨脷洲橋道、黃竹坑道、黃竹坑道天橋、黃竹坑道、香港仔隧道、黃泥涌峽天橋、堅拿道天橋、維園道、東區走廊、渣華道、英皇道、筲箕灣道及太康街
有斜體字之路段只限由海怡半島開出的班次停靠，有粗體字之路段只限由鴨脷洲大街開出的班次停靠。

### 沿線車站

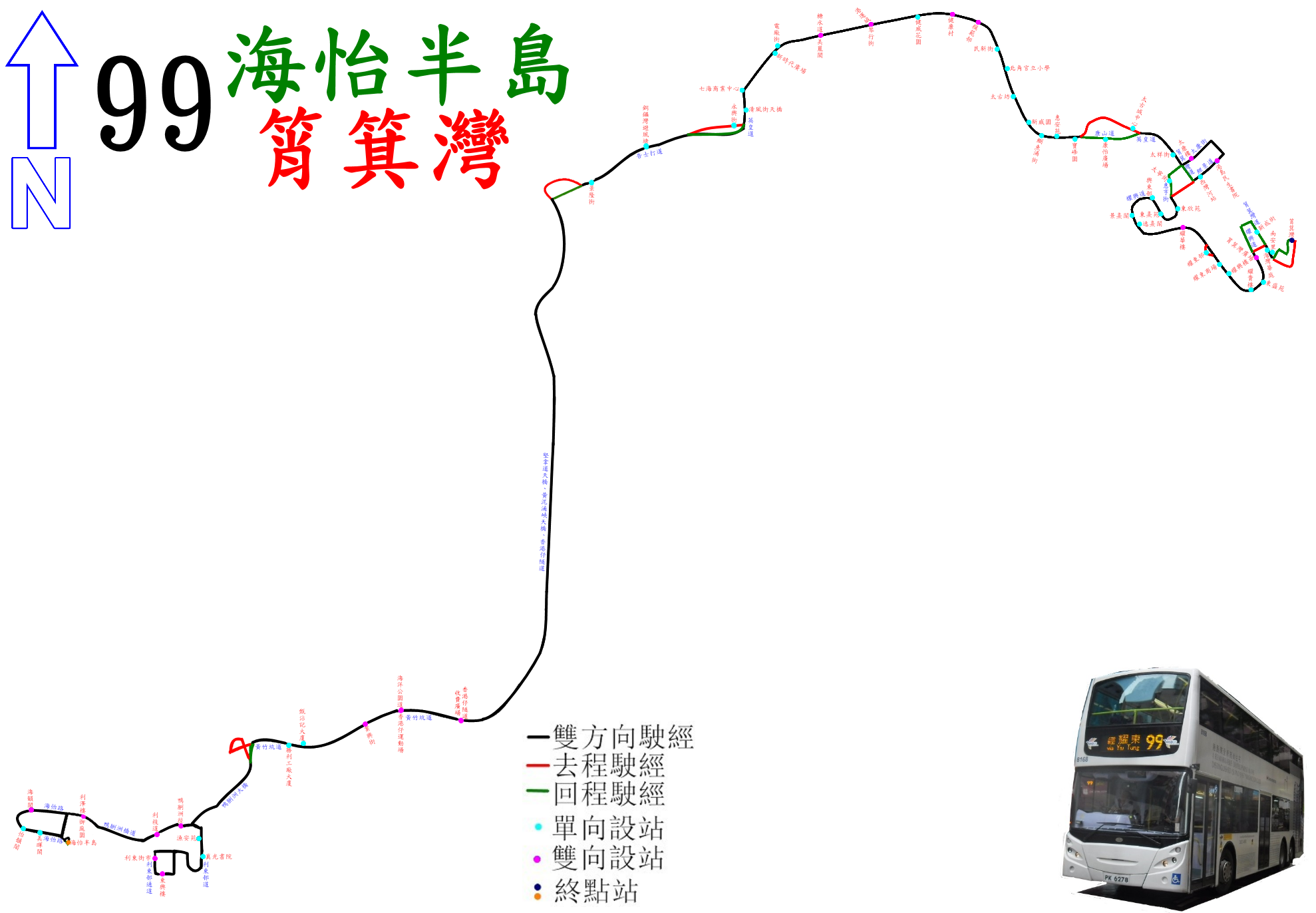
99線的走線圖

99
| 海怡半島開 | 海怡半島開           | 海怡半島開             | 筲箕灣開 | 筲箕灣開             | 筲箕灣開               |
| 序號       | 車站名稱             | 位置                   | 序號     | 車站名稱             | 位置                   |
| ---------- | -------------------- | ---------------------- | -------- | -------------------- | ---------------------- |
| 1          | 海怡半島             | 海怡半島公共運輸交匯處 | 1        | 筲箕灣               | 筲箕灣巴士總站         |
| 2*         | 海怡半島美暉閣       | 海怡路                 | 2        | 海灣華庭             | 筲箕灣道               |
| 3*         | 海怡半島海韻閣       | 海怡路                 | 3        | 新成街               | 筲箕灣道               |
| 4          | 鴨脷洲邨利澤樓       | 鴨脷洲橋道             | 4        | 筲箕灣廣場           | 耀興道                 |
| 5          | 利枝道               | 鴨脷洲橋道             | 5        | 東盛苑               | 耀興道                 |
| 6          | 鴨脷洲徑             | 鴨脷洲橋道             | 6        | 耀東邨耀明樓         | 耀興道                 |
| 7          | 利東邨               | 利東邨巴士總站         | 7        | 耀東商場             | 耀興道                 |
| 8          | 利東商場             | 利東邨道               | 8        | 耀東邨耀華樓         | 耀興道                 |
| 9          | 利東街市             | 利東邨道               | 9        | 東熹苑景熹閣         | 耀興道                 |
| 10         | 漁安苑               | 利東邨道               | 10       | 興東邨               | 耀興道                 |
| 11         | 甄沾記大廈           | 黃竹坑道               | 11       | 太寧街               | 惠亨街                 |
| 12         | 業興街               | 黃竹坑道               | 12       | 太康樓               | 太康街                 |
| 13         | 黃竹坑遊樂場         | 黃竹坑道               | 13       | 鯉景灣               | 鯉景道                 |
| 14         | 香港仔隧道巴士轉乘站 | 黃竹坑道               | 14       | 港島民生書院         | 太安街                 |
| 15         | 堅拿道西             | 堅拿道西               | 15       | 太祥街               | 筲箕灣道               |
| 16         | 維多利亞公園         | 告士打道               | 16       | 康怡廣場             | 康山道                 |
| 17         | 維多利亞公園         | 高士威道               | 17       | 寶峰園               | 英皇道                 |
| 18         | 銀幕街               | 英皇道                 | 18       | 鰂魚涌街             | 英皇道                 |
| 19         | 七海商業中心         | 英皇道                 | 19       | 太古坊               | 英皇道                 |
| 20         | 電廠街               | 英皇道                 | 20       | 民新街               | 英皇道                 |
| 21         | 糖水道               | 英皇道                 | 21       | 模範邨               | 英皇道                 |
| 22         | 琴行街               | 英皇道                 | 22       | 健康村               | 英皇道                 |
| 23         | 港運城               | 英皇道                 | 23       | 健威花園             | 英皇道                 |
| 24         | 健康村               | 英皇道                 | 24       | 琴行街               | 英皇道                 |
| 25         | 模範邨               | 英皇道                 | 25       | 美麗閣               | 英皇道                 |
| 26         | 北角官立小學         | 英皇道                 | 26       | 新時代廣場           | 英皇道                 |
| 27         | 新威園               | 英皇道                 | 27       | 清風街天橋           | 英皇道                 |
| 28         | 惠安苑               | 英皇道                 | 28       | 景隆街               | 告士打道               |
| 29         | 太古城中心           | 英皇道                 | 29       | 香港仔隧道巴士轉乘站 | 黃竹坑道               |
| 30         | 太康樓               | 太康街                 | 30       | 黃竹坑遊樂場         | 黃竹坑道               |
| 31         | 港島民生書院         | 太安街                 | 31       | 業興街               | 黃竹坑道               |
| 32         | 西灣河站             | 太安街                 | 32       | 勝利工廠大廈         | 黃竹坑道               |
| 33         | 東欣苑               | 耀興道                 | 33       | 香港真光書院         | 利東邨道               |
| 34         | 東熹苑               | 耀興道                 | 34       | 利東邨東興樓         | 利東邨道               |
| 35         | 東熹苑逸熹閣         | 耀興道                 | 35       | 利東街市             | 利東邨道               |
| 36         | 耀東邨耀華樓         | 耀興道                 | 36       | 鴨脷洲徑             | 鴨脷洲橋道             |
| 37         | 耀東邨               | 耀東邨巴士總站         | 37       | 利枝道               | 鴨脷洲橋道             |
| 38         | 耀東邨耀興樓         | 耀興道                 | 38       | 御庭園               | 海怡路                 |
| 39         | 耀東邨耀貴樓         | 耀興道                 | 39*      | 海怡半島美暉閣       | 海怡路                 |
| 40         | 筲箕灣廣場           | 耀興道                 | 40*      | 海怡半島海韻閣       | 海怡路                 |
| 41         | 南安里               | 筲箕灣道               | 41       | 海怡半島             | 海怡半島公共運輸交匯處 |
| 42         | 筲箕灣               | 筲箕灣巴士總站         |          |                      |                        |

每日22:00後往筲箕灣及23:00後往海怡半島的班次不經有*號之車站。
99X
| 1^                                                                     | 海怡半島       | 海怡半島公共運輸交匯處 |
| 2^                                                                     | 海怡半島美暉閣 | 海怡路                 |
| 3^                                                                     | 海怡半島海韻閣 | 海怡路                 |
| 4^                                                                     | 鴨脷洲邨利澤樓 | 鴨脷洲橋道             |
| #                                                                      | 鴨脷洲大街     | 鴨脷洲大街巴士總站     |
| 5                                                                      | 利枝道         | 鴨脷洲橋道             |
| 6                                                                      | 鴨脷洲徑       | 鴨脷洲橋道             |
| #                                                                      | 利東商場       | 利東邨道               |
| #                                                                      | 利東街市       | 利東邨道               |
| #                                                                      | 漁安苑         | 利東邨道               |
| 鴨脷洲大橋                                                             |                |                        |
| 7                                                                      | 香港仔工業學校 | 黃竹坑道               |
| 黃竹坑道天橋、黃竹坑道、香港仔隧道、黃泥涌峽天橋、堅拿道天橋；東區走廊 |                |                        |
| 8                                                                      | 北角消防局     | 英皇道                 |
| 9                                                                      | 北角官立小學   | 英皇道                 |
| 10                                                                     | 新威園         | 英皇道                 |
| 11                                                                     | 惠安苑         | 英皇道                 |
| 12                                                                     | 太古城中心     | 英皇道                 |
| 13                                                                     | 太康樓         | 太康街                 |

鴨脷洲大街開出的班次不停靠有^號之車站,改停靠有#號之車站。

## 相關事件
2024年2月26日，一輛99號城巴東行駛至英皇道1028號對開時，一名30多歲男子從高處墮下，洞穿巴士車頂跌落車廂內，送院搶救後傷重不治。